# Apohyale crassipes
Apohyale crassipes is een vlokreeftensoort uit de familie van de Hyalidae. De wetenschappelijke naam van de soort is voor het eerst geldig gepubliceerd in 1866 door Heller.